# Miguel Seijas
Miguel Seijas (Montevideo, 20. svibnja 1930.) je bivši urugvajski veslač koji je za svoju zemlju nastupao na Olimpijskim igrama 1952. u Helsinkiju i 1956. u Mlebourneu. Na Olimpijadi u Helsinkiju je osvojio brončanu medalju u disciplini dvojac na pariće s Juanom Rodríguezom. Na Olimpijskim igrama 1956. u Mlebourneu natjecao se također u dvojcu na pariće, zajedno s Paulom Carvalhom, ali bez značajnijih rezultata.